# Wolf-Dieter Eigner
Wolf-Dieter Eigner (* 17. Oktober 1952 in Radenthein, Kärnten; † 9. September 1988 in Graz) war ein österreichischer Schriftsteller.

## Leben
Wolf-Dieter Eigner kam 1972 nach Graz und studierte Physik an der dortigen Universität. 1980 wurde er promoviert. Er war als Studienassistent, ab 1980 als Universitätsassistent für physikalische Chemie tätig.
Eigner gehörte zur sogenannten „Grazer Gruppe“ im Umkreis der Zeitschrift
„manuskripte“ und trat hauptsächlich als Lyriker hervor. 1983 erhielt er das Arbeitsstipendium zum Leonce-und-Lena-Preis. 1984 nahm er am Ingeborg-Bachmann-Wettbewerb in Klagenfurt teil. Als Protagonisten für seinen Beitrag wählte er ein Molekül und ein Photon.
1988 starb Wolf-Dieter Eigner im Alter von 35 Jahren bei einem Autounfall.

## Werke
- Spät im Traum, Wien 1985